# Aigle botté
Hieraaetus pennatus
Espèce
Statut CITES
Répartition géographique
- habitat permanent
- zone d'hivernage
- nidification

Statut de conservation UICN

 LC  : Préoccupation mineure
L'Aigle botté (Hieraaetus pennatus) est une espèce d'oiseaux appartenant à la famille des Accipitridae. Sa longueur varie de 45 à 52 cm, avec une envergure maximale de 130 cm, pour un poids qui va de 0,85 à 1,25 kg.

## Identification
L'Aigle botté présente deux formes, pâle ou sombre, et ce chez les deux sexes :
- la forme sombre est la plus répandue. La tête et le cou sont brun clair strié de brun. Le front est blanc. Les parties supérieures sont brun foncé, contrastant avec les sub-caudales plus claires. La queue est ocre clair avec les lisières foncées brun grisâtre. Les parties inférieures sont brun noirâtre, excepté la queue brun grisâtre plus claire. La culotte très développée est de couleur brune
- en forme claire, la culotte est blanche. Les parties supérieures sont gris foncé. Les parties inférieures sont blanches, plus ou moins fauve clair, et striées. La tête est couleur fauve clair et striée. En vol, on peut voir sur le dessus des ailes foncées une bande claire, et sous les ailes, une couleur claire avec les rémiges noires.

Les immatures ressemblent aux adultes. Ils ont les parties inférieures plus rousses avec des rayures sombres, et la tête rousse. C'est un rapace diurne au bec crochu, aux serres puissantes et aux ongles acérés. Il a de longues ailes larges. L'aigle botté a la taille d'une buse avec le dessus brun et quelques zones claires sur le dos, les ailes et la tête. Dessous brun foncé et parfois entièrement blanc. Sexes semblables.

## Distribution
Son aire fragmentée s'étend d'une part de l'ouest du bassin méditerranéen jusqu'à la Sibérie ainsi qu'en Afrique australe. Il hiverne en Afrique subsaharienne et en Asie du Sud.

## Habitat
L'Aigle botté peuple les forêts de feuillus et de pins mais aussi les prairies et les landes sans, le plus souvent, demeurer éloigné des biotopes arborescents.
Il se reproduit plutôt dans les zones montagneuses, où les forêts alternent avec des zones découvertes.

### Hivernage
La plupart des aigles bottés français rejoignent l'Afrique avec les aigles bottés d'Espagne, plus nombreux, par le détroit de Gibraltar. La population d'Europe de l'Est transite par le Bosphore.
Quelques rares individus empruntent la voie italienne, Sicile et Tunisie ; et d'autres encore plus rares hivernent dans le sud de l'Europe.

## Comportements
Chasseur très habile malgré sa taille, fonçant sur sa proie les serres en avant. L'aigle botté capture ses proies dans les clairières. Il plane en hauteur, décrivant des cercles, et lorsqu'il repère une proie, il se lance en piqué presque jusqu'au sol où il se redresse en s'élevant un peu, et vole rapidement en capturant n'importe quel petit oiseau posé ou volant bas. Il peut de la même manière capturer des lapins et des lézards. Il chasse aussi à l'affût, au bord d'une zone découverte. Il capture aussi des insectes, tout en marchant. Il lui arrive aussi de piller les nids d'autres espèces.
Les vols nuptiaux sont spectaculaires. Les aigles planent haut au-dessus de la forêt en cercles étroits, descendent au niveau de la cime des arbres en un piqué subit, et ensuite, ils planent plus bas au-dessus d'une vaste zone pour s'élever à nouveau en bougeant à peine les ailes. Quand commence la période de reproduction, les deux adultes volent souvent à découvert sur les forêts, en criant de façon répétitive.
En dehors de la période nuptiale, les deux partenaires volent souvent ensemble.
Les couples reviennent chaque année sur le même site de nidification, et semblent unis pour la vie. En revanche, les oiseaux vivent en solitaire en hiver. Note : les couples reviennent tous les deux ans sur le site de nidification. S'il y a reproduction tous les ans, ce n’est pas le même couple qui se reproduit, il semblerait.

### Chant
L'Aigle botté glapit, trompette. Ordinairement silencieux en dehors de la saison de nidification. Cri aigu et répété kuih kiih. Quand commence la parade nuptiale, les aigles bottés mâles crient de façon insistante « pi-piiii » et comme pour exprimer de l'anxiété, ils répètent « pi-pi-pi-piiii ». Au nid, un « klia-klia-klia- ki-ki » est commun. Note : le mâle trompette plus aigu que la femelle.

### Vol

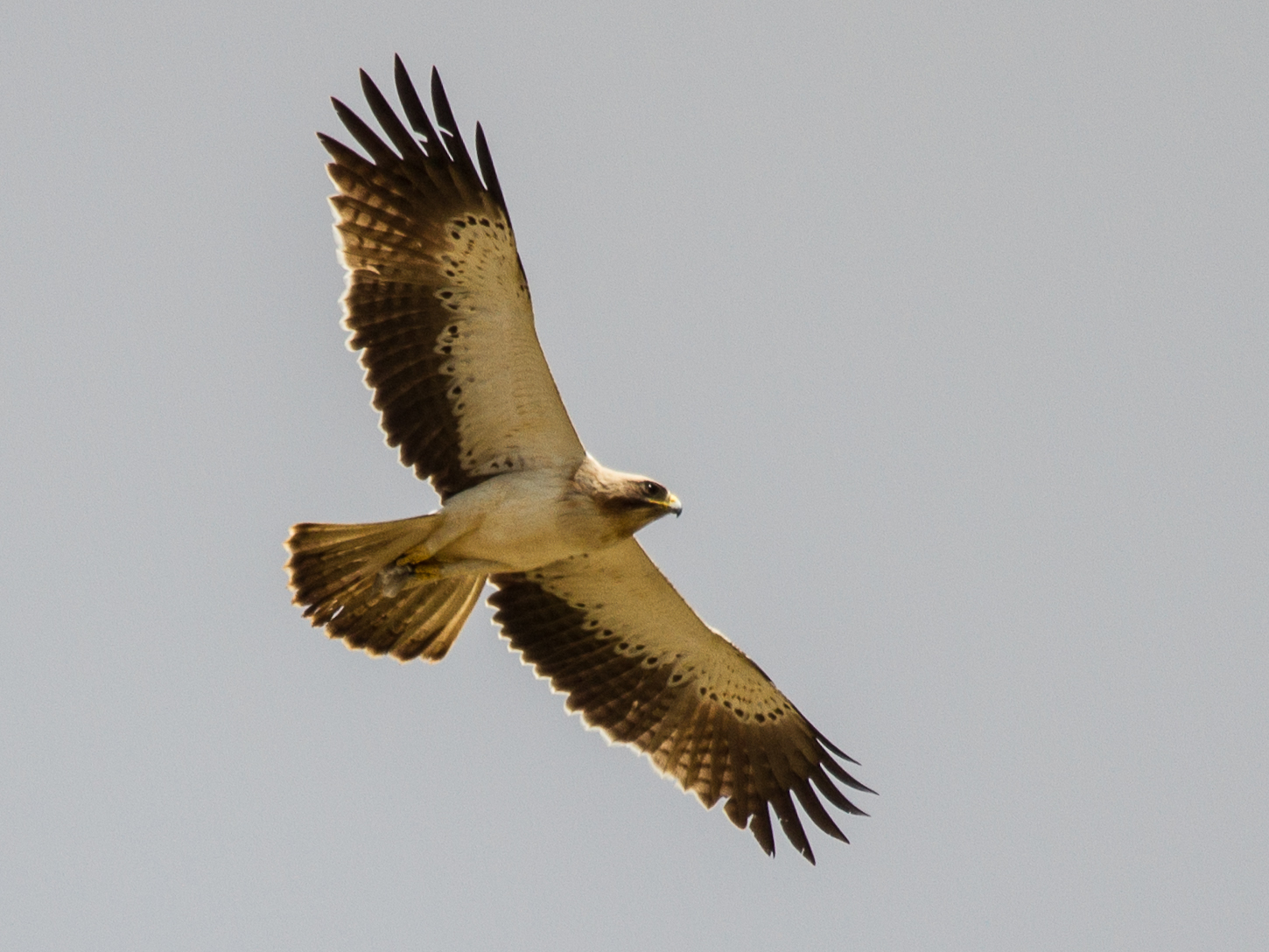
Aigle botté en vol

L'aigle botté plane avec les ailes non relevées mais portées vers l'avant. Il a un vol gracieux, plus rapide que celui d'une buse se faufilant entre les arbres. Il vole toujours au-dessus des arbres, planant continuellement. Il passe la majorité de son temps dans les airs.

### Nidification

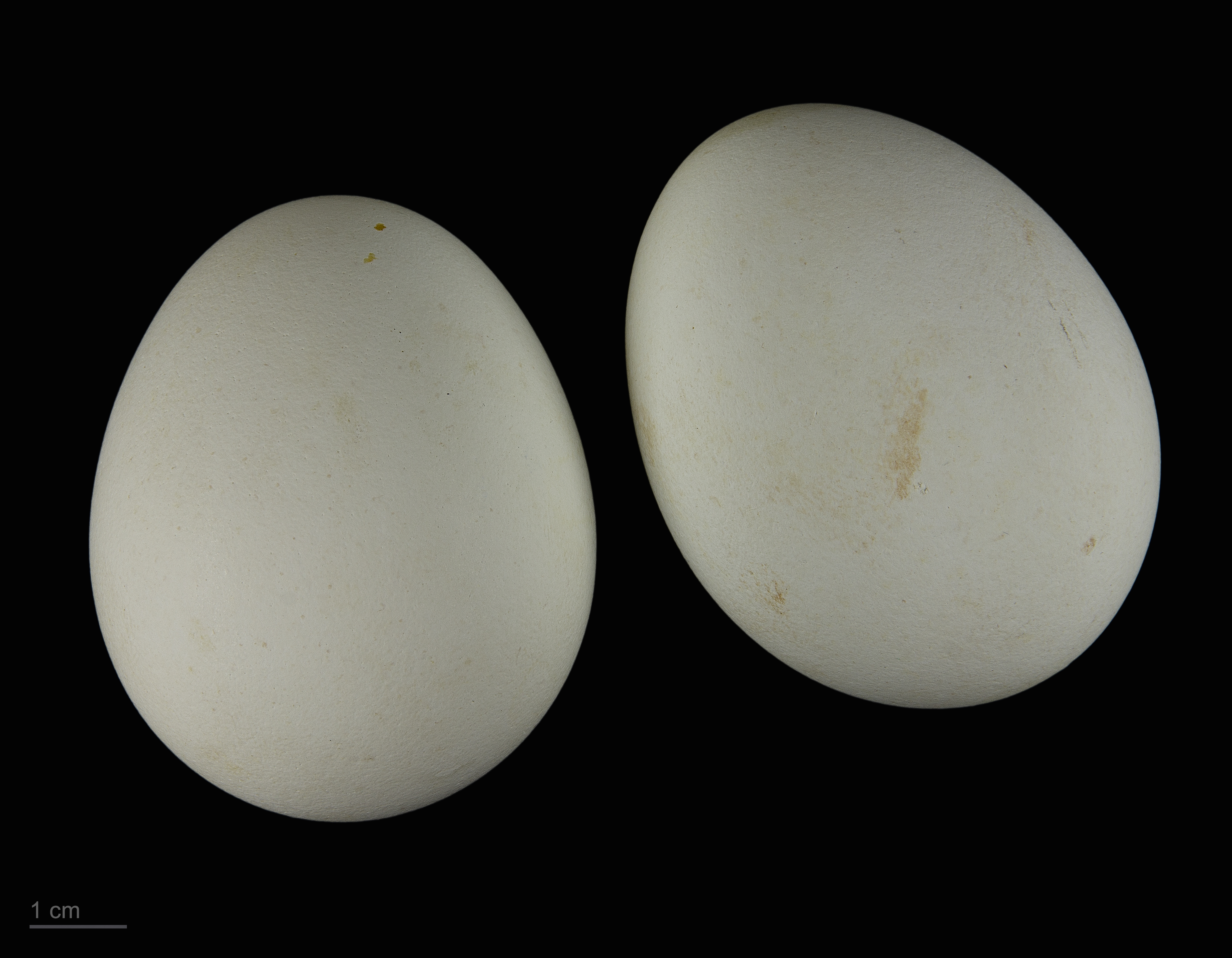
Hieraaetus pennatus - MHNT

Les aigles bottés nichent assez près les uns des autres, et il semble qu'ils ne défendent aucune zone.
Le nid se trouve presque toujours dans un arbre, occasionnellement sur une paroi rocheuse. Il est construit par les deux adultes, à une hauteur allant de 6 à 16 mètres. Le nid mesure environ 60 à 70 cm de diamètre pour 30 cm d'épaisseur. La construction est rapide. Les adultes apportent des branches et des rameaux de bois, et pendant toute la période de nidification, la femelle porte des branches vertes en grande quantité.
La femelle dépose de 1 ou 2, rarement 3 œufs blancs, tachetés de brun, en avril-mai. L'incubation dure environ 32 à 34 jours, assurée principalement par la femelle, nourrie par le mâle. Elle sort très peu du nid avant l'éclosion. Les poussins grandissent lentement. Les premières plumes apparaissent au bout de 20 jours, et à 40 jours, le plumage est pratiquement complet. Ils quittent le nid vers l'âge de 50 à 60 jours, et restent encore quelques jours aux alentours du nid où les parents les nourrissent toujours. Les jeunes survivent tous en général. Il n'y a apparemment pas de mort du cadet par l'aîné. Note : la jeune femelle peut déjà préparer un lapin pour le jeune mâle. Observation faite au mois de juillet 2020. C’était du lapin au menu. Et c’est le père qui a ramené la proie avant de quitter le nid, quelques jours avant le départ du nid.

### Régime alimentaire
L'Aigle botté se nourrit de lézards, petits oiseaux, petits mammifères, reptiles et insectes.

## Préservation de l'espèce
En général, la population dans l'Union européenne semble stable. Cependant, des diminutions ponctuelles d'effectifs comme dans l'aire de répartition, ont été constatées. Le déboisement excessif des forêts pour l'agriculture, la construction des barrages et les incendies sont les causes principales de cette régression localisée.

## Protection
L'Aigle botté bénéficie d'une protection totale sur le territoire français depuis l'arrêté ministériel du 17 avril 1981 relatif aux oiseaux protégés sur l'ensemble du territoire. Il est inscrit à l'annexe I de la directive Oiseaux de l'Union européenne. Il est donc interdit de le détruire, le mutiler, le capturer ou l'enlever, de le perturber intentionnellement ou de le naturaliser, ainsi que de détruire ou enlever les œufs et les nids et de détruire, altérer ou dégrader leur milieu. Qu'il soit vivant ou mort, il est aussi interdit de le transporter, colporter, de l'utiliser, de le détenir, de le vendre ou de l'acheter.

## Symbolique
Symbole de la victoire, les Assyriens, les Perses et les Romains le plaçaient, les ailes déployées, au-dessus des étendards. C'est parce que l'aigle s'élevait à des hauteurs considérables que les Romains en avaient fait l'oiseau de Jupiter et le considéraient comme messager des dieux. Après la retraite de sa fille Hébé, Zeus descendit sur terre, pour chercher un autre échanson (sommelier), il se transforma en aigle, et c'est sous cette forme qu'il enleva Ganymède, fils de Tros. Certains Amérindiens d'Amérique ornaient leurs coiffes de guerres de plumes d'aigle. Pour les Aztèques, il représentait la course du soleil.